# 수원가온초등학교
수원가온초등학교는 대한민국 경기도 수원시 권선구에 있는 공립 초등학교이다.

## 연혁
- 2013년 1월 22일 수원가온초등학교 인가
- 2013년 2월 1일 초대 정영순 교장 취임
- 2013년 2월 26일 학부모 설명회 개최
- 2013년 3월 1일 개교